# Chima panaca
Chima panaca è il nome attribuito da tutti gli storici, sia spagnoli sia indigeni, alla linea ereditaria  di Manco Cápac, il capostipite della dinastia Inca.
Tale lignaggio che ogni sovrano inca  costituiva al suo avvento al trono aveva il nome di panaca, un termine quechua legato al concetto di discendenza.
Il nome “Chima” deriverebbe da quello di un personaggio storico che, per primo, avrebbe diretto le sorti della famiglia ereditaria di Manco alla sua morte. 
Questa panaca non sembra aver rivestito un importante ruolo politico, almeno negli ultimi tempi della storia incaica, ma il suo prestigio doveva essere comunque notevole se, come tramanda Sarmiento de Gamboa, i suoi componenti adoravano solo la statua di Manco, mentre le altre panaca riservavano le loro devozioni indistintamente a tutte le effigie degli Inca defunti.
Il territorio su cui Chima panaca esercitava la sua signoria era rappresentato dalla conca idrografica del Huancaro e comprendeva i villaggi di Choco e Cachona.
Bernabé Cobo, trattando dei ceque, linee immaginarie che, partendo a raggiera  dal Cuzco, univano tra loro i luoghi sacralizzati dell'impero, detti huaca, riconosce  il dominio di questa panaca sul quinto ceque, del cammino di Cuntisuyo. Le huaca di questo ceque erano cinque.
- La prima era detta Caritampucancha ed era assai prestigiosa in quanto si trattava di un piccolo spiazzo in cui si riteneva avesse sostato Manco Capac in occasione del suo primo ingresso nella zona del Cuzco.
- La seconda si chiamava Tincalla e consisteva in dieci pietre ritenute altrettanti pururaucas, i mitici guerrieri nati da pietre che avevano aiutato Pachacútec nella sua lotta contro i Chancas per poi riconvertirsi in massi dopo la vittoria.
- La terza, Cayallacta era formata da alcune pietre su un colle prospiciente il villaggio di Choco.
- La quarta era chiamata Churupuquiu era una fonte sempre nel villaggio di Choco.
- La quinta, infine,  era nominata Cumpuguanacauri ed era un semplice colle sopra Choco sulla cui cima si trovavano dieci pietre che si riteneva fossero state lì inviate dall'idolo Guanacauri.

La panaca Chima apparteneva alla casata Hurin-Cuzco. Grazie a Sarmiento de Gamboa conosciamo i nomi dei suoi rappresentanti  subito dopo la conquista spagnola. Essi erano: don Diego Checo e don  Juan Guargua Chima.